# Fennimore (Wisconsin)
Fennimore é uma cidade localizada no estado norte-americano de Wisconsin, no Condado de Grant.

## Demografia
Segundo o censo norte-americano de 2000, a sua população era de 2387 habitantes.
Em 2006, foi estimada uma população de 2271, um decréscimo de 116 (-4.9%).

## Geografia
De acordo com o United States Census Bureau tem uma área de
3,8 km², dos quais 3,8 km² cobertos por terra e 0,0 km² cobertos por água. Fennimore localiza-se a aproximadamente 364 m acima do nível do mar.

## Localidades na vizinhança
O diagrama seguinte representa as localidades num raio de 20 km ao redor de Fennimore.